# Kerktoonladder
Een kerktoonladder, of modus, is een toonladder met tonen uit een diatonische reeks, dus met dezelfde intervallen als een grote-tertstoonladder, die echter op een andere toontrap kan beginnen. Dit heeft als gevolg dat het patroon van hele en halve tonen verschoven is ten opzichte van de tonica (en dominant) van de toonreeks.

## Hedendaagse modi

### Algemeen
De naam van de kerktoonaard wordt bepaald door de opeenvolging van de hele en de halve tonen in de toonladder:
- Ionisch: 1–1–1/2–1–1–1–1/2
- Dorisch: 1–1/2–1–1–1–1/2–1
- Frygisch: 1/2–1–1–1–1/2–1–1
- Lydisch: 1–1–1–1/2–1–1–1/2
- Mixolydisch: 1–1–1/2–1–1–1/2–1
- Aeolisch: 1–1/2–1–1–1/2–1–1
- Locrisch: 1/2–1–1–1/2–1–1–1

Op een piano is het makkelijk om zulke modi te vinden. Gebruik alleen de witte toetsen.
- Ionisch: begin (tonica) op C
- Dorisch: begin op D
- Frygisch: begin op E
- Lydisch: begin op F
- Mixolydisch: begin op G
- Aeolisch: begin op A
- Locrisch: begin op B

De toonladders kunnen ook getransponeerd worden. De begintoon verandert, maar de intervallen blijven hetzelfde. Zo kunnen we bijvoorbeeld de toonladder van D dorisch transponeren: de toonladder van D dorisch is D–E–F–G–A–B–C–D ofwel met intervallen heel–half–heel–heel–heel–half–heel.
Getransponeerd naar C wordt dat: C–D–Es–F–G–A–Bes–C Zo krijgen we C dorisch.

### Uitrekenen van voortekens
In de kwintencirkel is het aantal voortekens bij de Majeur-toonladders over het algemeen bekend. Om eenvoudig de toonsoort van een kerktoonladder te bepalen uit het aantal voortekens, kan men als volgt te werk gaan:
- Kijk naar de laatste noot van de Bas in het stuk. Deze geeft over het algemeen de grondtoon van het werk weer.
- Bepaal hoeveel, en welke, voortekens deze toonsoort, in Majeur, heeft. Bijvoorbeeld: B Majeur heeft 5 kruizen, en Bes Majeur heeft 2 mollen.
- Tel hoeveel kruizen of mollen er 'te veel' of 'te weinig' zijn.
- Kijk in de lijst hieronder welke toonsoort dit aantal kruizen of mollen toevoegt aan de sleutel

Voorbeeld: Een stuk eindigt in de toonsoort E, en er staan 2 kruizen in de sleutel. E Majeur heeft 4 kruizen. 4 van deze kruizen worden dus 'opgeheven' door 2 mollen. In de lijst hieronder staat: "Dorisch: 2 mollen". De toonsoort is dus E Dorisch.
Voorbeeld: Een stuk eindigt in de toonsoort F, en er staan geen kruizen en mollen in de sleutel. F Majeur heeft 1 mol. Deze mol wordt dus opgeheven door een kruis. In de lijst hieronder staat: "Lydisch: 1 kruis". De toonsoort is dus F Lydisch.
Voorbeeld: Een stuk eindigt in de toonsoort Bes, en er staan 6 mollen in de sleutel. Bes Majeur heeft 2 mollen. Er zijn dus 4 mollen extra. In de lijst hieronder staat: "Frygisch: 4 mollen". De toonsoort is dus Bes Frygisch.

### Toonsoorten en toegevoegde voortekens
- Ionisch: geen
- Dorisch: 2 mollen
- Frygisch: 4 mollen
- Lydisch: 1 kruis
- Mixolydisch: 1 mol
- Aeolisch: 3 mollen
- Locrisch: 5 mollen

### Hypomodi
In de standaard kerktoonladder beweegt de melodie zich ongeveer in het octaaf van de toonladder. In Geneefse psalmen heeft psalm 47 bijvoorbeeld een melodie in D Ionisch, die zich beweegt tussen C4 en D5. In hypo-kerktoonladders beweegt de melodie zich rond het octaaf een kwart/kwint lager dan de toonladder. Een voorbeeld daarvan is de Geneefse melodie van psalm 42: die staat in F Hypoionisch, waarbij de melodie zich beweegt tussen C4 en D5. 
De hypo-kerktoonladders worden ook wel plagale toonladders genoemd. Hypolydisch komt dan bijvoorbeeld overeen met lydisch plagaal.

## Middeleeuwse modi
De bovenstaande moderne indeling (vanaf 19e eeuw) is gebaseerd op, maar niet gelijk aan, de modi zoals de Kerk die in de Middeleeuwen voor het gregoriaans hanteerde. In die dagen kende men 8 modi:
| tonica: | re             | mi              | fa             | sol                  |
| ------- | -------------- | --------------- | -------------- | -------------------- |
|         | I dorisch      | III frygisch    | V lydisch      | VII mixolydisch      |
|         | II hypodorisch | IV hypofrygisch | VI hypolydisch | VIII hypomixolydisch |

De modi I, III, V en VII hebben dezelfde serie intervallen als boven. De term "hypo" komt van het Oudgrieks ὑπό, hupo, "onder" betekent. Het voorvoegsel hypo- geeft dus aan dat de toonladder begint op de dominant onder de tonica. Hierbij blijft de intervallenreeks gelijk. In een hypodorische melodie bewoog de melodie zich dus rond de grondtoon re, in een dorisch boven de re. (De grondtoon kon op D, E, F of G liggen.)
Opvallend is dat de twee reeksen die in latere tijd de westerse muziek zouden beheersen (ionisch en aeolisch, die gelijk zijn aan resp. majeur- en authentieke (zonder verhoogde leidtoon) mineurtoonladders), buiten de kerkelijke canon vielen. Overigens was er al vroeg de neiging om in modi V en VI de lydische kwart te verlagen, waardoor de facto een ionische reeks ontstaat. Heden ten dage worden in het gregoriaans zelden lydische kwarten gezongen, ook al heet de melodie lydisch. Dezelfde neiging bestond ook voor de dorische melodie. Door hierin, evenals bij de lydische melodie, de zgn. b-rotundum (=bes) toe te passen trad een tendens naar aeolisch op.
Op hun beurt waren de modi weer gebaseerd op de toonreeksen van de Byzantijnse kerk. In de tijd van Karel de Grote probeerde men de kerk in allerlei opzichten te standaardiseren en uniform te maken. Muzikaal speelde men daarbij leentjebuur bij Byzantium. Overigens ging dat met fouten gepaard: zo zijn de Griekse namen aan andere middeleeuwse kerktoonsoorten verbonden dan de oorspronkelijke Griekse toonsoort.
De kerktoonaarden werden voor het eerst genoemd door Alcuinus van York. Hij gaf ze de Griekse namen Protos, Deuteros, Tritos en Tetrardos. Deze zijn later de hoofdkerktoonsoorten geworden.
In het boek Dodekachordon (1547) van Glareanus werden de nieuwe 12 toonladders beschreven (de locrische en hypolocrische toonladders werden vanwege de imperfectie van de verminderde kwint verworpen). Vanaf toen werden deze toonladders door de kerk geaccepteerd als bestaande toonladders.